# Vysočany (zámek)
Vysočanský zámeček je zaniklé šlechtické sídlo v Praze, které stálo v severní části Vysočan mezi ulicemi Zbuzkova, Sokolovská a Jandova. Byl zbořen při asanaci a přestavbě Vysočan přibližně v polovině 80. letech 20. století.

## Historie
Zámek vznikl ve druhé polovině 17. století jako malý lovecký zámeček; je zapsán v Zemských deskách. Patřil rodině Valdštejnů, která jej využívala jako honosné sídlo. Stál uprostřed rozsáhlé zahrady se sadem, v jejíž západní části býval rybník, napouštěný dřevěným potrubím vodou z rybníka na Proseku. Nejstarší původní částí objektu bylo přízemí s klenutými stropy a štukovou výzdobou. V roce 1811 bylo přistavěno první patro; šlo o rovnou střechu obehnanou zábradlím se vstupem z mansardy, která ve střední části tvořila druhé patro. Obě postranní části střechy vytvářely terasy, zahradní průčelí mělo prvky empírové úpravy. Celý areál pak byl obehnán kamennou zdí.
Ve druhé polovině 19. století byl rozdělen a využíván například jako hostinec a divadelní sál. Další majitel objekt upravil jako rodinný dům. Nad vchodem severního portálu býval původně valdštejnský erb, který nový majitel kolem roku 1850 překryl mariánským reliéfem v oválné kartuši.